# Josef Michaeler
Josef Michaeler (* 24. Mai 1927 in Natz; † 6. Mai 2007 in Brixen) war ein römisch-katholischer Theologe und Kirchenhistoriker.

## Leben
Michaeler besuchte die italienische Volksschule und die deutsche Katakombenschule. Am 1. September 1944 wurde er zur 7. SS-Freiwilligen-Gebirgs-Division „Prinz Eugen“ eingezogen und in der Partisanenbekämpfung in Serbien eingesetzt. Von Mai 1945 bis August 1946 war er in Italien in britischer Kriegsgefangenschaft. Danach besuchte er wieder das Gymnasium Vinzentinum in Brixen und studierte dort am Priesterseminar.
Michaeler empfing am 29. Juni 1953 in Brixen die Priesterweihe. Nach Tätigkeiten als Präfekt im Vinzentinum in Brixen und als Kooperator in St. Lorenzen studierte er von 1955 bis 1958 Theologie und Kirchenrecht an der Päpstlichen Universität Gregoriana in Rom. 1963 wurde er in Rom mit einer rechtshistorischen Arbeit über die rechtliche Natur des Hl. Kreuzspitals zu Brixen und des Zwölf Apostelspitals zu Klausen promoviert. Er war anschließend bis 1966 Privatsekretär von Diözesanbischof Joseph Gargitter. 
1966 erhielt er einen Ruf auf den Lehrstuhl für Kirchenrecht an der Philosophisch-Theologischen Hochschule Brixen. 1997 wurde er emeritiert. 
Parallel leitete er von 1967 bis 1972 das diözesane Verwaltungsamt. Er war zudem von 1971 bis 1996 Generalvikar der Diözese Bozen-Brixen. Er war verantwortlich für die Übersiedelung und Neuordnung kurialen Ämter des Ordinariates von Brixen nach Bozen. 1997 wurde er Kanonikus des Domkapitels des Brixner Doms. 
Josef Michaeler wurde 1985 in Innsbruck mit dem Ehrenzeichen des Landes Tirol geehrt. 1989 wurde er zum Ehrenbürger seiner Heimatgemeinde Natz-Schabs ernannt.

## Autobiografie
- Memoiren eines Priesters in bewegter Zeit, Hrsg. von Josef Gelmi. Weger, Brixen 2009, ISBN 978-88-88910-73-4.